# Anna Ćwiakowska
Anna Ćwiakowska (ur. 14 lutego 1925 w Modrzejowie, zm. 2 listopada 2022 w Izraelu) – polska pisarka żydowskiego pochodzenia, publicystka literacka i teatralna oraz tłumaczka literatury hebrajskiej i jidysz na język polski.
W 1968 po antysemickiej nagonce, będącej następstwem wydarzeń marcowych wyemigrowała do Izraela, gdzie mieszkała do śmierci.

## Twórczość
Anna Ćwiakowska pisała po polsku. Opublikowała kilka książek ze swoimi opowiadaniami:
- 2006: Natan Gross
- 2004: Nieobecni
- 1998: Żony i inne opowiadania
- 1997: Zabawy w chowanego

Przetłumaczyła m.in.:
- 2002: Film żydowski w Polsce Natana Grossa (z hebr.)
- 2002: Księga Żydów ostrołęckich (wraz z Załmanem Dreznerem i Szoszaną Raczyńską)
- 2001: Na krawędzi snu Cwi Ajzenmana (z jid.)
- 1996: Pamięć przywołana Beniamina Anolika